# Шуш
Шуш (перс. شوش‎) — город в Иране. На территории современного города и близ него находятся развалины древнего города Сузы (Шуш), от которого и получил своё название. Расположен по обеим берегам реки Шаур, притока Керхе (бассейн Тигра), к юго-западу от города Дизфуль и к западу от города Шуштер. Административный центр шахрестана Шуш в остане Хузестан.
Согласно мусульманскому преданию, пророк Даниил похоронен в Сузах, у реки Шаур. В XII веке на месте гробницы построен комплекс. В 1869 году при наводнении он был разрушен. Современный мавзолей пророка Даниила — реконструкция XIX века.